# Гильбертинцы
Гильберти́нцы (Gilbertines) — бывший монашеский августинский католический орден, основанный св. Гильбертом (Gilbert) ок. 1130, в Семпрингхэме (Sempringham), где он был священником.
Св. Гильберт основал женский монастырь по образцу цистерцианцев. Он нанимал мирских сестёр и мирских братьев (из беднейших крепостных) для обслуживания монастыря. В 1139 местный епископ Александр Линкольнский (Alexander of Lincoln) выделил семпрингхэмским монахиням остров Хаверхолм (Haverholm) около Слифорда (Sleaford) в Линкольншире, что положило начало распространению гильбертинских монастырей. В 1148 Гильберт ездил в Сито просить принять монастыри в цистерцианскую организацию. Ему отказали. Вернувшись в Англию, Гильберт решил создать при каждом монастыре организацию регулярных каноников (с уставом св. Августина), которые должны служить капелланами и духовными наставниками монахинь. Таким образом, каждый гильбертинский дом состоял из 4 общин: монахинь, каноников, мирских сестёр и мирских братьев. При жизни Гильберт основал 13 монастырей, из них 4 мужских.
Одеяние гильбертинских каноников — чёрная туника до щиколоток, белая мантия и белый капюшон, обитый овечьей шерстью. Монахини ходили в белом. Наплечник носили и каноники, и монахини.
Глава ордена назывался «первым среди всех» (Prior of All) и избирался ежегодным (перед Вознесением) генеральным собранием (в Семпрингхэме). Этот орден был единственним чисто английским орденом и не подчинялся иностранным организациям. Все дома гильбертинцев (кроме двух в Ирландии) находились в Англии.
В конце XV в. орден пришёл в бедность. Генрих VI освободил его от всех поборов, но нужно было платить Римской курии. К моменту распада (около 1545) орден имел 26 домов.